# Psychomentary
Psychomentary è un film del 2014 diretto da Luna Gualano.

## Trama
Un uomo mascherato rapisce Lucia, la figlia del Senatore Silvestri. Un milione di euro è il riscatto per il rilascio. L'uomo mascherato si collega via Skype con il capitano dei carabinieri del Reparto Operativo Speciale. Nonostante il blocco dei beni, il Senatore paga, ma l'uomo mascherato rilancia e dimostra di aver sequestrato altre dieci persone, chiedendo dieci milioni di euro.

## Riconoscimenti
- 2013 - Tohorror Film Festival
  - Miglior opera prima
  - Migliori effetti speciali[1]